# 南港運動中心
南港運動中心是台北市第4座啟用市民運動中心，其樓地板面積17,540平方公尺，建物為地上8層、地下4層。

## 沿革
- 建築基地為南隆鐵工廠舊址，屬工業用地，由遠雄建設集團取得後，透過捐地方式將工業用地轉換為住宅用地，而南港運動中心也是由遠雄集團捐地後興建而成[2]。
- 2006年12月1日正式啟用，承包經營單位是中國青年救國團[3]。特色設施為射擊場、潛水池。
- 中心於2015年(民國104年)11月30日受託營運期滿，後續將依促進民間參與公共建設法，續由中國青年救國團經營，並進行閉館整修及營運，預計整修期間自104年12月1日至105年4月28日
- 運動中心於2025年3月閉館整修，預計整修6個月。

## 設備
| 樓層 | 樓層用途                                       |
| ---- | ---------------------------------------------- |
| 8樓  | 射箭場                                         |
| 6樓  | 羽球場、壁球場、桌球場                         |
| 5樓  | 空氣槍射擊場、5A教室、5B教室、5C教室、飛輪教室 |
| 3樓  | 多功能球場、攀岩場                             |
| 2樓  | 健身房、兒童遊戲區、2A教室、哺集乳室           |
| 1樓  | 服務台、潛水池                                 |
| B1   | 游泳池                                         |
| B3   | 停車場                                         |

## 外部連結
- 南港運動中心 - 臺北市政府體育局（页面存档备份，存于）
- 南港運動中心（页面存档备份，存于）
- 南港運動中心的Facebook專頁